# Liste der Naturdenkmale in Hainfeld (Pfalz)
Die Liste der Naturdenkmale in Hainfeld nennt die im Gemeindegebiet von Hainfeld ausgewiesenen Naturdenkmale (Stand 23. Mai 2024).

## Naturdenkmale
| Nr.         | Bezeichnung  | Lage                                                                                 | Beschreibung                 | Bild                                    |
| ----------- | ------------ | ------------------------------------------------------------------------------------ | ---------------------------- | --------------------------------------- |
| ND-7337-211 | Dorflinde    | Weinstraße, Ecke Hohlgasse Lage                                                      | Tilia sp.                    | Fotos hochladen                         |
| ND-7337-212 | Edelkastanie | in der Waldgemarkung westlich von Forsthaus Heldenstein; Abteilung Federbrunnen Lage | Castanea sativa, hier Nr. 46 | Direkt Bild zu diesem Denkmal hochladen |

## Ehemalige Naturdenkmale
| Nr. | Bezeichnung     | Lage                         | Beschreibung                        | Bild                                    |
| --- | --------------- | ---------------------------- | ----------------------------------- | --------------------------------------- |
|     | Schwefelbrunnen | Hohlgasse, hinter Nr. 2 Lage | schwefelhaltige Quelle, hier Nr. 47 | Direkt Bild zu diesem Denkmal hochladen |
|     | Schwefelbrunnen | Am Dorfplatz Lage            | schwefelhaltige Quelle, hier Nr. 48 | Direkt Bild zu diesem Denkmal hochladen |